# 脆孔菌属
脆孔菌属（学名：Fragiliporia）是脆孔菌科下的一个属。

## 下属物种
本属包括以下物种：
- 脆孔菌 Fragiliporia fragilis Y.C.Dai, B.K.Cui & C.L.Zhao